# Huillé
Huillé är en kommun i departementet Maine-et-Loire i regionen Pays de la Loire i nordvästra Frankrike. Kommunen ligger i kantonen Durtal som tillhör arrondissementet Angers. År 2018 hade Huillé 556 invånare.

## Befolkningsutveckling
Antalet invånare i kommunen Huillé
| Referens: INSEE |